# Propanoate
Un propanoate ou propionate est un sel ou un ester de l'acide propanoïque connu aussi sous le nom d'acide propionique (un acide carboxylique).
L'anion propanoate est la base conjuguée de l'acide propanoïque. Sa formule chimique est CH3-CH2-COO− :
CH3-CH2-COOH(aq) + H2O  {\displaystyle \rightleftharpoons }  H3O+(aq) + CH3-CH2-COO−(aq) : pKa = 4,87.
- Couple acide/base dans la famille des acides carboxyliques :

C2H5COOH(aq) / C2H5COO−(aq)
acide propanoïque/ ion propanoate
- Demi-réaction acide-base :

CH3-CH2-COOH = CH3-CH2-COO− + H+

## Exemples
Sels
- Propanoate de potassium
- Propanoate de calcium

Esters
- Propanoate de méthyle
- Propanoate d'éthyle
- Propanoate de propyle
- Propanoate de butyle
- Propanoate de pentyle
- Propanoate d'hexyle
- Propanoate d'heptyle